# 波菲里奥·迪亚斯
胡塞·德拉克鲁斯·波菲里奥·迪亚斯·莫里（西班牙語：José de la Cruz Porfirio Díaz Mori；西班牙語：[porˈfiɾjo ði.as]，1830年9月15日—1915年7月2日）墨西哥总统、考迪羅，1876年至1911年在位，是該國歷史上在任時間最長的總統。

## 早期
迪亚斯出生于墨西哥南部的瓦哈卡州，他的祖先是米斯特克人和西班牙人混血的梅斯蒂索人。他的父亲在他3岁时就已经去世，母亲以开一家小旅店为生，但后来也破产了。他13岁时被母亲送去学习神职，但他16岁时自己参加了地方军队，梦想为国家效忠，抵抗美国人的入侵。他在教师的辅导下学习法律，23岁时通过法律考试，很快成为争取自由，反对保守的洛佩兹独裁的活动分子。
胡亞雷斯任总统期间，墨西哥被法国占领，法国人想在墨西哥成立“第二帝国”。迪亚斯参加了反对法国占领的斗争，成为一个英雄，他领导的骑兵在1862年普埃布拉战斗中取得辉煌的胜利，当法軍被徹底击潰后，他声望日隆，事業開始平步青雲。
1876年，他推翻了泰哈达总统的政府，他用一个口号“停止连任”（"No re-election"）展开政变。1876年11月29日自任总统。一届任满后，由他的接班人冈萨雷斯接任，但冈萨雷斯任期四年内，政府的腐败和无能暴露无遗，所以下一届他又被人民选为总统，并受到热烈欢迎。这时人们已经忘记他的“停止连任”的口号，实际当时一个地下政治报纸已经将“实现有效选举，停止连任”（"Sufragio Efectivo, No Reelección" ）改成“选举不有效，连任吧”（"Sufragio Efectivo No, Reelección"）。他上台后主持了修改宪法，先是允许总统连任两届，然后又取消了所有限制。
他在其后以操纵选举，暗杀选举对手等方式维持他的统治，他是一个非常聪明的政治家，知道如何引导民意，人们评论他的统治方法是“面包加大棒”，他说过：“一个嘴里有骨头的狗，既不会乱叫，也不会乱咬”。
1899年，他政府中一个新莱昂省省长——即贝尔纳多·雷耶斯准备竞选总统，他接见这个省长，并且说允许他自由竞争，但以后将这个省长放逐了。

## 经济发展
迪亚斯推行一个现代化项目——“科学的发展”，准备把墨西哥发展成为一个先进的国家，建设纵贯墨西哥的铁路和电报线路，包括墨西哥城到韦拉克鲁斯的铁路，在他任期内，墨西哥的铁路扩张了10倍，许多这些铁路现在仍然在运行。
他引进了蒸汽机和其他先进的工业技术和设备，欢迎外国人来墨西哥投资，鼓励在墨西哥城兴建工厂。结果大量外国资金流入墨西哥，其中主要是美国的资金，并造成了城市无产阶级的出现。
美国商人的影响越来越大，墨西哥占地最多的庄园主也不满意，他们想保持封建的债务农奴制度，不愿意转变为资本主义经济，迪亚斯希望农业能进入国际市场，同时可以减少对美国资金的依赖。他曾经说过：“墨西哥如此倒楣，离美国如此近，离上帝如此远！”
虽然迪亚斯希望发展现代化，但也不会违背庄园主们的意愿，因为他主要还要依靠这些庄园主的支持，实际他任命的省长们都是用当地武装警察来支持庄园主们逐渐蚕食农村的集体土地。

## 统治结束
1908年，迪亚斯接见美国记者时说：“墨西哥已经准备实行民主制度，要允许其他人参与竞选总统”，但当马代罗参与竞选时，他干預了選舉活動，并宣称自己赢得了大选，這导致墨西哥革命的爆發，迪亚斯只得下野流亡国外，他说：“马代罗放出了一只老虎，看他能不能控制它”。1913年后马代罗遇刺，而1915年迪亚斯也在法国巴黎去世，享年84歲。